# Ensete wilsonii
Ensete wilsonii är en enhjärtbladig växtart som först beskrevs av William James Tutcher, och fick sitt nu gällande namn av Ernest Entwistle Cheesman. Ensete wilsonii ingår i släktet ensetebanansläktet, och familjen bananväxter. Inga underarter finns listade i Catalogue of Life.